# Chrysler LHS
Der Chrysler LHS war eine vom US-amerikanischen Automobilhersteller Chrysler von 1993 bis 2001 angebotene Limousine der oberen Mittelklasse mit Frontantrieb.

## LHS (1993–1997)

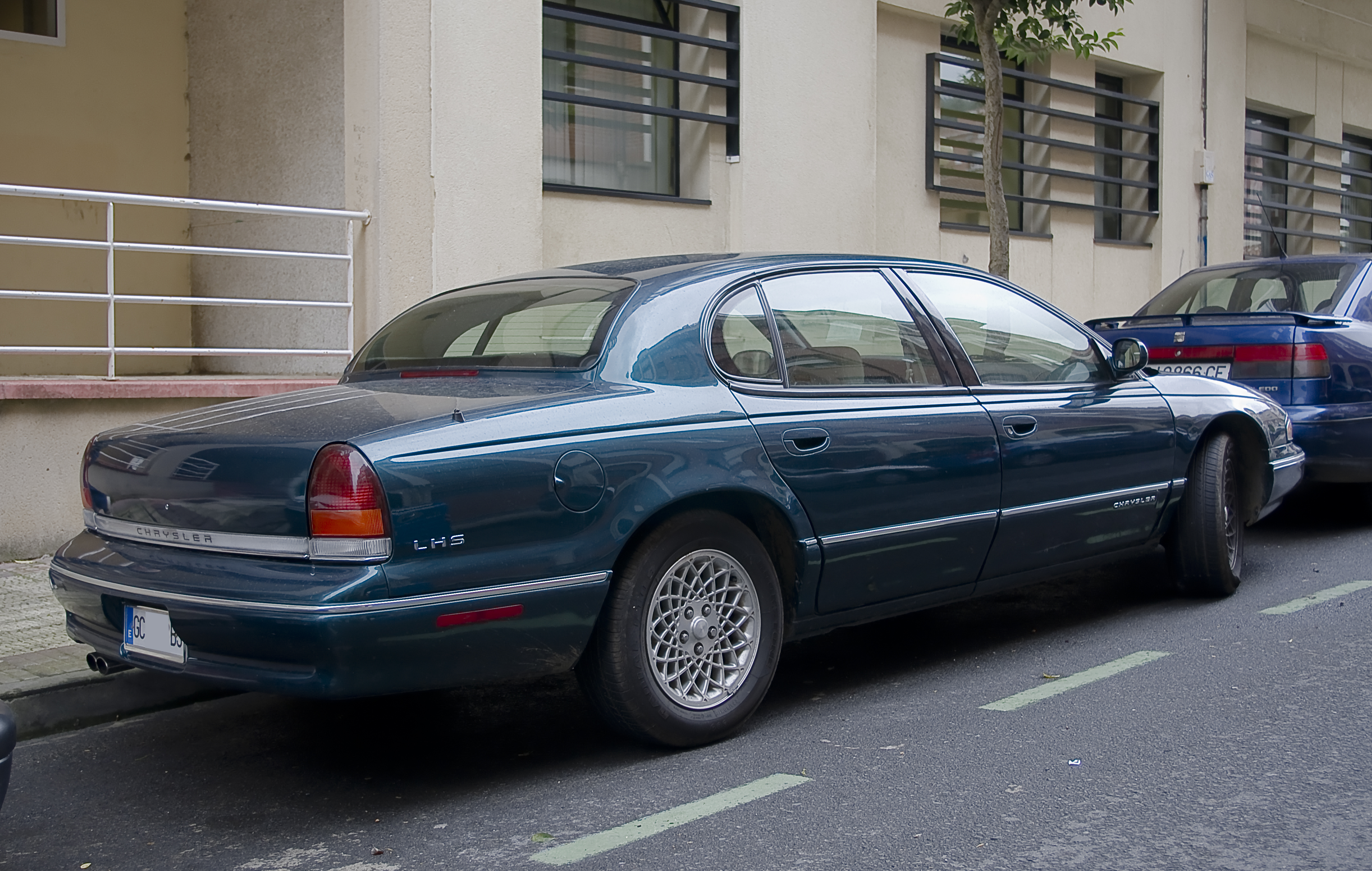
Heckansicht

Vorgestellt wurde der LHS, gemeinsam mit dem New Yorker und ein Jahr nach dem Concorde, dem Intrepid und dem Vision, auf der North American International Auto Show 1993. Die Markteinführung fand im Mai 1993 statt. Das Design folgte erstmals der von Chrysler propagierten Cab-Forward-Philosophie und wies einen langen Radstand, verhältnismäßig kurze Überhänge und eine weit nach vorne reichende Passagierkabine mit einer entsprechend kurzen Motorhaube auf. Beim LHS handelte es sich um eine Abwandlung des ursprünglichen LH-Designs mit einer neuen, konventionelleren Frontpartie und einer geänderten Dachlinie, die ein wenig an ältere Jaguar-Modelle erinnert.
Die erste Generation des LHS basierte auf der LH-Plattform des Chrysler-Konzerns und war eng verwandt mit den gleichzeitig produzierten Modellen Chrysler Concorde, New Yorker sowie dem Dodge Intrepid und dem Eagle Vision. Eine Plymouth-Variante gab es nicht.
Produziert wurde das Fahrzeug ab Februar 1993 im Chrysler-Werk Bramlea in Kanada.
Beim Erscheinen stellte der LHS das Topmodell von Chrysler dar und löste in dieser Eigenschaft den Chrysler Imperial ab. Einziges lieferbare Motor war der 3,5-l-V6-Motor mit einer maximalen Leistung von 160 kW (214 hp) in Verbindung mit einem Viergang-Automatikgetriebe.
1995 wurde das Automatikgetriebe im Hinblick auf weichere Schaltvorgänge überarbeitet. Bis zum Auslaufen der ersten Serie im Sommer 1997 erfolgten keine größeren Modifikationen.
Vom LHS der ersten Generation fertigte Chrysler insgesamt 146.000 Exemplare.

## LHS (1998–2001)

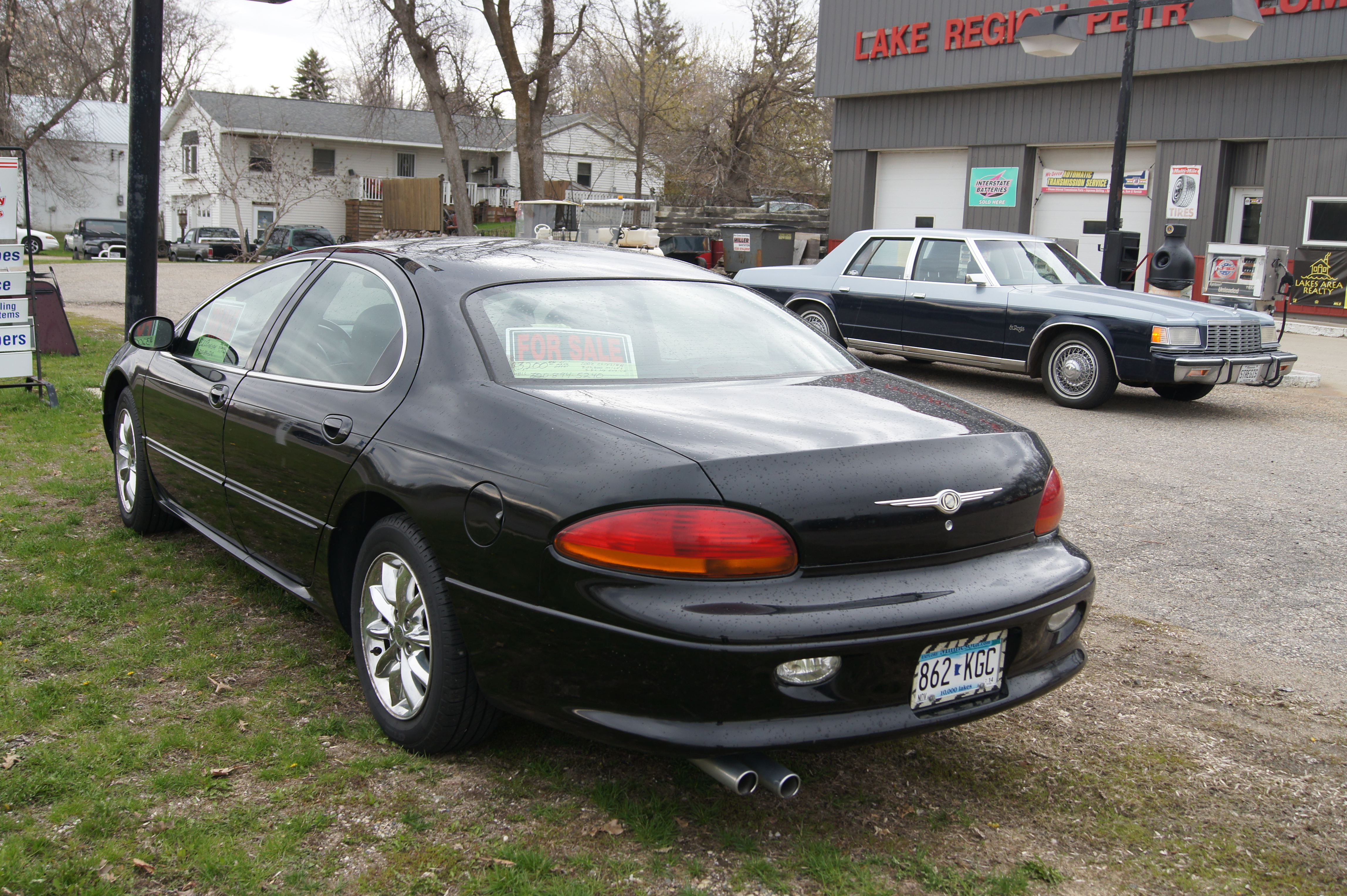
Heckansicht

Nach einem Jahr Abwesenheit debütierte der LHS der zweiten Generation im Jahr 1998 und zeigte sich mit einem modernisierten, abgerundeteren Cab-Forward-Design mit leicht vergrößerten Abmessungen und mehr Platz im Innenraum. Diese LHS-Version war das Schwestermodell zu dem parallel eingeführten Chrysler 300M, der ein kürzeres Heck als der LHS besaß. Die LHS-Karosserie dieser Generation entsprach, anders als bei der ersten Generation, bis in das kleinste Details der des Chrysler Concorde.
Die Motorhaube ist aus Aluminium gefertigt.
Den Antrieb erfolgte wieder durch den 3,5-l-V6-Motor, jetzt allerdings mit 189 kW (253 hp), in Verbindung mit einem Viergang-Automatikgetriebe mit Handschaltfunktion.
Ende 2001 stellte Chrysler die Herstellung des LHS ein und ersetzte ihn durch die Luxusvariante Limited des Chrysler Concorde.

## Quelle
- Flammang, James M./Kowalke, Ron: Standard Catalog of American Cars 1976–1999, Krause Publications, Iola 1999. ISBN 0-87341-755-0